# مدرسه (فیلم ۱۸۹۷)
مدرسه (به انگلیسی: The School for Sons-in-law) یک فیلم صامت فرانسوی به کارگردانی ژرژ ملی‌یس است که در سال ۱۸۹۷ منتشر شد.